# Íllar
Íllar község Spanyolországban, Almería tartományban. Lakosainak száma 460 fő (2024).

## Földrajza
Íllar Instinción, Alboloduy, Santa Cruz de Marchena, Bentarique és Huécija községekkel határos.

## Népesség
A település lakosságának változását az alábbi diagram mutatja:
| Lakosok száma | 458  | 423  | 410  | 436  | 452  | 386  | 386  | 394  | 436  | 460  |
|               | 2001 | 2004 | 2006 | 2009 | 2011 | 2014 | 2016 | 2019 | 2021 | 2024 |